# 波康
波康是巴西伯南布哥州的一个市镇。总面积212.18平方公里，总人口10896人，人口密度51.4人/平方公里。